# Bardophonia
Der Gymnasiale Gesangsverein Bardophonia ist eine farbentragende, nichtschlagende Schülerverbindung für männliche Schüler in Münster. Er wurde in der Nacht vom 18. auf den 19. Dezember 1858 gegründet. Seine Mitglieder nennen sich Barden bzw. Bardophonen.

## Geschichte und Struktur
Die Geschichte des Vereins kann weitgehend auf Basis der ganz überwiegend erhaltenen, sogenannten Kladden, also Chronikbüchern, nachvollzogen werden. Der GGV Bardophonia wurde demnach am 18. Dezember 1858 von sieben Schülern am Gymnasium Paulinum in Hiltrup als (nie eingetragener) Gesangsverein gegründet. Zweck des Vereins war nach den Statuten die Pflege des mehrstimmigen Männergesangs und der Gemütlichkeit. Zwar war der Verein von Anfang an farbentragend, das Selbstverständnis einer Schülerverbindung entwickelte sich allerdings erst langsam. Die Farben rühren vielmehr von der Tradition der Abiturfarben des Gymnasiums Paulinum her. Dort tragen die einzelnen Abiturjahrgänge bis heute Bänder und Pennälermützen mit einer jeweils eigenen, normalerweise dreifarbigen Farbkombination. Die Farben der Bardophonia sind aus dem gold-rot-weißen Stadtwappen der Stadt Münster übernommen.
Im Laufe der Jahre gab es Phasen der offiziellen Anerkennung der Bardophonie durch die Schulleitung des Gymnasiums Paulinum, genau wie vereinzelt offizielle Untersagungen („Verbote“) des Vereinsbetriebs. Die Aktivenzahl schwankte dementsprechend erheblich, so dass der Aktivenbetrieb mindestens in den 1980er Jahren einmal eingestellt werden musste. Im Jahr 1995 fand danach eine sogenannte Wiederbegründung, d. h. eine Wiederaufnahme des Aktivenbetriebs statt, später auch offiziell als Schülerverbindung. Obwohl der Bezug zum Paulinum wie auch die geistige Verbindung zur Katholischen Kirche auch in der aktuellen Satzung aus den 1990er Jahren festgeschrieben ist, existiert heute eine schul- und konfessionsübergreifende Aktivitas.
Die Bardophonia ist aufgrund seines Selbstverständnisses immer dachverbandsfrei geblieben. Durch wenig formale Strukturen – sicher auch bedingt durch das Fehlen eines festen Sitzes bzw. eigenen Hauses – existiert keine förmlich festgelegte Finanzierungsstruktur des Vereins, wie sie bei Studentenverbindungen in Form der jährlichen Beitragszahlungen durch die Alten Herren existiert. Finanziert wird der Verein durch Spenden und eigene Beiträge der Aktiven wie Umlagen bei Veranstaltungen, seit 2003 auch durch geringe Mitgliedsbeiträge.

## Das Verbindungslokal
Eine feste Versammlungsstätte der Barden existierte lange nicht, vielmehr traf man sich im Wechsel in den Wohnhäusern der einzelnen Mitglieder bzw. in Gaststätten. Nach der Wiederaufnahme des Aktivenbetriebs im Jahr 2001 wurde von der katholischen Kirchengemeinde St. Lamberti ein Kellerraum in einem gemeindeeigenen Wohn- und Geschäftsgebäude am Alten Steinweg zur Verfügung gestellt, der bis 2023 der Aktivitas als Veranstaltungsraum dient. Seitdem stellt die Kirchengemeinde der Aktivitas neue Räumlichkeiten im  St. Martini Pfarrheim zur Verfügung.

## Rezeption
Augustin Wibbelt lässt eine Schülerverbindung Bardophonie in seiner 1902 in Buchform erschienenen Erzählung „De Strunz“ auftreten, das eine wichtige Rolle im Leben der dort korporierten Hauptpersonen spielt. Vorbild hierfür war tatsächlich die Bardophonia Münster, wie Wibbelt im Briefwechsel mit der Verbindung später eigenhändig bestätigte.